# Radeče
Radeče là một khu tự quản (tiếng Slovenia: občine, số ít – občina) trong vùng Savinjska của Slovenia. Radeče có diện tích 52 km2, dân số là theo điều tra ngày 31 tháng 3 năm 2002 là 4617 người. Thủ phủ khu tự quản Radeče đóng tại Radece.